# LVG B.I

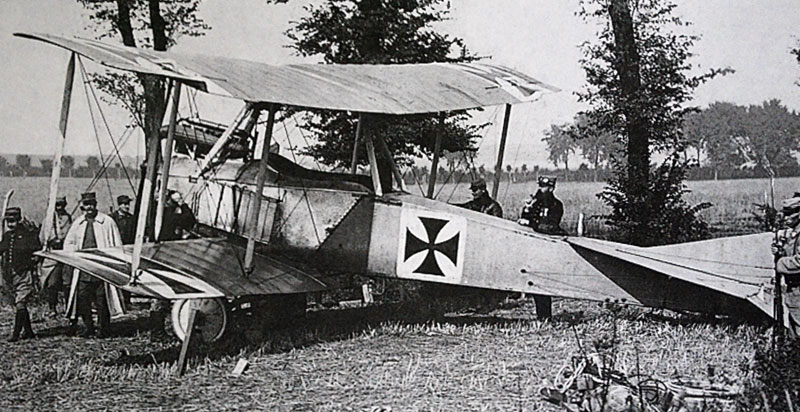
LVG B.I

De LVG B.I was een door de Duitse vliegtuigfabrikant Luft-Verkehrs-Gesellschaft gebouwd eenmotorig dubbeldekker verkenningsvliegtuig. Het toestel was een ontwerp uit 1912 met een Mercedes D.I motor met 100 pk.
Op de Eerste Luchtverkeer Tentoonstelling Amsterdam in augustus 1919 was een LVG B.III trainingstoestel aanwezig.

## Varianten
- B.II Verbeterde versie met een Mercedes D.II motor met 120 pk.
- B.III Trainingsversie met verstevigde constructie.

De LVG B.I is in licentie gebouwd door het bedrijf Euler, als de Euler B.I. Idem als Euler B.II en Euler B.III.

## Specificaties
- Type: LVG B.I
- Fabriek: Luft-Verkehrs-Gesellschaft
- Rol: Verkenningsvliegtuig
- Bemanning: 2 (piloot en waarnemer)
- Lengte: 8,30 m
- Spanwijdte: 12,12 m
- Hoogte: 2,95
- Vleugeloppervlak: 35,40 m²
- Leeggewicht: 726 kg
- Maximum gewicht: 1075 kg
- Motor: 1 × Mercedes D.I watergekoelde lijnmotor, 75 kW (100 pk)
- Propeller: Tweebladig

Prestaties
- Maximumsnelheid: 105 km/u
- Maximum vliegduur: 4 uur